# Drechslera salviniae
Drechslera salviniae är en svampart som beskrevs av J.J. Muchovej 1979. Drechslera salviniae ingår i släktet Drechslera och familjen Pleosporaceae.   Inga underarter finns listade i Catalogue of Life.